# 하동 칠불사 아자방지
하동 칠불사 아자방지(河東 七佛寺 亞字房址)은 대한민국 경상남도 하동군 화개면 범왕리, 지리산 칠불사에 있는 신라시대의 아(亞)자 방터이다.
1976년 12월 20일 경상남도의 유형문화재 제144호 칠불사 아자방지으로 지정되었다가, 2018년 12월 20일 현재의 명칭으로 변경되었다.

## 개요
지리산 칠불사에 있는 신라시대의 아(亞)자 방터이다.
가락국의 시조 김수로왕(재위 AD42∼199)의 일곱 왕자가 외삼촌인 장유보옥선사를 따라 이곳에 와서 수도한지 2년만에 모두 부처가 되었으므로 칠불사(七佛寺)라 이름지었다. 그 후 신라 효공왕(재위 897∼912) 때 담공선사가 이중 온돌방을 지었는데 그 방 모양이 亞자와 같아 아자방이라 하였다. 1951년 화재로 불에 타 초가로 복원하였다가 지금과 같이 새로 지었다.
아자방은 길이가 약 8m이고, 네 모서리의 높은 곳은 스님들이 좌선하는 곳이며 중앙의 낮은 곳은 불경을 읽는 곳으로 100여 명을 수용할 수 있다. 이 온돌은 만든 이래 1000년을 지내는 동안 한번도 고친 일이 없다고 하는데, 불만 넣으면 상하온돌과 벽면까지 한달 동안이나 따뜻하다고 한다. 100년마다 한번씩 아궁이를 막고 물로 청소를 한다.

## 참고 자료
- 칠불사아자방지 - 국가유산청 국가유산포털